# جون جي. أوتيس
جون جي. أوتيس (بالإنجليزية: John G. Otis)‏ هو محامي وسياسي أمريكي، ولد في 10 فبراير 1838، وتوفي في 22 فبراير 1916 في الولايات المتحدة. حزبياً، نشط في حزب الشعب. انتخب عضو مجلس النواب الأمريكي.